# Magic (Olivia Newton-John-album)
A Magic Olivia Newton-John  2001-ben, pályafutásának harmincadik évfordulója alkalmából az amerikai MCA Records kiadónál megjelent válogatásalbuma.

## Az album ismertetése
A Magic Olivia Newton-John legfontosabb amerikai kiadójánál, az MCA Recordsnál jelent meg. Az album véletlenül pont 2001. szeptember 11-én került a boltokba, így a sokkhatás alatt álló amerikai közönség körében az első hetekben –akárcsak akkoriban minden más is– gyenge eladási eredményeket produkált, de végül 160.000 fölötti példányban fogyott el. Az Olivia első önálló albumának harmincéves évfordulójára kiadott válogatás az Amerikában legnépszerűbb dalok mellett a Grease, a Xanadu és a Két fél egy egész (Two of a Kind) legfontosabb dalait is tartalmazza.

## Az album dalai
- Let Me Be There
- If You Love Me, Let Me Know
- I Honestly Love You
- Have You Never Been Mellow
- Please Mr Please
- Come on Over
- Don't Stop Believin'
- Sam
- You're The One That I Want (with John Travolta)
- Hopelessly Devoted to You
- Summer Nights (with John Travolta)
- A Little More Love
- Deeper Than Night
- Magic
- Xanadu (with ELO)
- Suddenly (with Cliff Richard)
- Physical
- Make a Move On Me
- Heart Attack
- Twist of Fate
- Winterwood